# Nemoura papilla
Nemoura papilla är en bäcksländeart som beskrevs av Okamoto 1922. Nemoura papilla ingår i släktet Nemoura och familjen kryssbäcksländor. Inga underarter finns listade i Catalogue of Life.